# مسار الأفعى (فلم 1998)
مسار الأفعى (باليابانية: 蛇の道) هو فيلم إثارة وجريمة ياباني من إخراج كيوشي كوروساوا وسيناريو هيروشي تاكاهاشي. ويتناول الفيلم قصة رجلين ينخرطان في الاختطاف والتعذيب من أجل اكتشاف هوية قاتل الأطفال. الفيلم من بطولة شو أيكاوا وتيرويوكي كاغاوا. وضع كوروساوا الفيلم باعتباره استمرارًا لإنتاجاته في "سينما في"، وحرصت شركة الإنتاج دايي على إصداره في دور العرض. أصبح الفيلم منذ ذلك الحين كلاسيكيًا. إعيد إنتاج الفيلم عام 2024 من تأليف وإخراج كوروساوا نفس القصة ولكن تدور أحداثه في فرنسا.

## القصة
تدور أحداث فيلم "مسار الأفعى" في إطار تشويقي عن الانتقام يركز على أب قُتلت ابنته الصغيرة بوحشية. في ضواحي طوكيو، يحاول نيجيما ومياشيتا الكشف عن الجناة الحقيقيين عن طريق اختطاف المشتبه بهم واحدًا تلو الآخر واحتجازهم في مكان يشبه المستودع وتعذيبهم. وبينما يبدو مياشيتا غير واثق من نفسه، فإن نيجيما يظهر كشخصية هادئة وغامضة. وفيما بين جلسات التعذيب، يركب نيجيما دراجته من المستودع إلى الفصل الدراسي حيث يدرس الرياضيات، في مدرسة خاصة في منطقة التسوق بالقرب من محطة القطار المحلية.

## الممثلون
- شو أيكاوا، بدور: نيجيما
- تيرويوكي كاغاوا، بدور: مياشيتا
- يوري ياناغي، بدور: أوتسوكي
- شيرو شيموموتو، بدور: هياما
- كايي أوكينا، بدور أريجا
- كاورو سونادا، بدور: عشيقة أوتسوكي
- تاكومي تانغي، بدور: الأخ الأصغر للفتاة
- هانا ساتو، بدور: طالبة في صف الرياضيات
- ساتوشي موريهيرو، بدور: أوكاباياشي
- أيامي أودا، بدور: إيمي
- ميزوهو تاناكا، بدور: ابنة نيجيما
- كازوتاكا نياما، بدور: مساعد هياما
- يوشيتاكا كواشي، بدور: تابع هياما
- هيديو أوسوي، بدور: مساعد هياما
- تاكيشي أوشيما، بدور: مساعد هياما

## روابط خارجية
- مقالات تستعمل روابط فنية بلا صلة مع ويكي بيانات